# Вессель (Радибор)
Ве́ссель или Ве́сель (нем. Wessel; в.-луж. Wjeselо файле) — деревня в Верхней Лужице, Германия. Входит в состав коммуны Радибор района Баутцен в земле Саксония. Подчиняется административному округу Дрезден.

## География
Деревня расположена на южной окраине Минакальской пустоши на крайнем севере общины Радибор на южной границе биосферного заповедника Пустоши и озёра Верхней Лужицы примерно в 16 километрах на север от Будишина и в 12 километрах на северо-восток от административного центра коммуны Радибор. В одном километре на юго-запад находится соседняя деревня Липич.

## История
Впервые упоминается в 1353 году под наименованием Wessil. После Венского конгресса 1815 года севернее деревни проходила граница между королевствами Саксония и Пруссия.
С 1936 по 1999 года входила в состав коммуны Милькель. С 1999 года входит в состав современной коммуны Радибор.
В настоящее время деревня входит в состав культурно-территориальной автономии «Лужицкая поселенческая область», на территории которой действуют законодательные акты земель Саксонии и Бранденбурга, содействующие сохранению лужицких языков и культуры лужичан.
Исторические немецкие наименования:
- Wessil, 1353
- Wessil, 1377
- Wessele, 1419
- Weselaw, 1586
- Wehsella, 1658
- Wesel, 1692
- Weßelau, 1694
- Weßel, 1791

## Население
Официальным языком в населённом пункте, помимо немецкого, является также верхнелужицкий язык.
Согласно статистическому сочинению «Dodawki k statisticy a etnografiji łužickich Serbow» Арношта Муки в 1884 году проживало 167 человек (из них — 142 серболужичанина (85 %)).
| 1834 | 1871 | 1890 | 1910 | 1925 | 2011 | 2016 |
| ---- | ---- | ---- | ---- | ---- | ---- | ---- |
| 139  | 168  | 136  | 129  | 129  | 168  | 149  |